# Telo HTTP poruke
Telo HTTP poruke (енгл. HTTP message body) predstavlja podatke koji se prenese HTTP transakcijom i nalazi se odmah nakon zaglavlja ako ono postoji (u slučaju HTTP/0.9 nijedno zaglavlje nije prenešeno).

## HTTP poruka
Poruka oblika zahtev/odgovor se sastoji od:
- Niza zahteva, na primer, GET /logo.gif HTTP/1.1 ili od liste statusnih kodova, kao što je HTTP/1.1 200 OK
- Zaglavlja
- Praznog reda
- Proizvoljnih podataka u telu HTTP poruke

Niz zahteva, lista statusnih kodova i zaglavlje se moraju završavati sa <CR><LF> (što predstavlja kraj transporta iza koga sledi novi red). Prazna linija mora sadržati samo <CR><LF> bez dodatnih praznih (blanko) karaktera.
„Proizvoljni podaci u telu HTTP poruke“ je ono što ovaj članak definiše.

## Primer odgovora
Ovako bi mogao izgledati odgovor veb servera:
```
HTTP
/
1.1
 
200
 
OK

Date
:
 
Sun, 10 Oct 2010 23:26:07 GMT

Server
:
 
Apache/2.2.8 (Ubuntu) mod_ssl/2.2.8 OpenSSL/0.9.8g

Last-Modified
:
 
Sun, 26 Sep 2010 22:04:35 GMT

ETag
:
 
"45b6-834-49130cc1182c0"

Accept-Ranges
:
 
bytes

Content-Length
:
 
13

Connection
:
 
close

Content-Type
:
 
text/html

Hello world!

```